# François Fénelon
François de Salignac de la Mothe, más conocido como François Fénelon (Sainte-Mondane, 6 de agosto de 1651 - Cambrai, 7 de enero de 1715), fue un teólogo y obispo católico, poeta y escritor francés. Fénelon es más recordado por su novela Las aventuras de Telémaco, una escabrosa crítica a las políticas de Luis XIV, probablemente publicada en 1699. La influencia literaria de esta novela política fue considerable durante los dos siglos siguientes.
De familia noble, Fénelon fue elegido Arzobispo de Cambrai, en 1695, y fue preceptor del duque de Borgoña (el nieto del rey Luis XIV). La publicación de una de sus obras, la Explicación de las máximas de los santos, fue condenada por la Santa Sede y Fénelon fue despojado de sus títulos y rentas, y confinado en su diócesis. Fénelon inmediatamente declaró que él estaba sometido a la autoridad del Papa y que dejaba de lado su propia opinión para aceptar el juicio de Roma.
En sus años activos, Fénelon se había opuesto a Bossuet, posteriormente cayó en desgracia, ya que la obra de Fénelon antes mencionada fue considerada tendenciosa a favor del quietismo. 
Años después, como arzobispo de Cambrai, Fénelon pasó la mayor parte de su tiempo en el palacio arzobispal, aunque también pasó varios meses de cada año en visitar las iglesias y otras instituciones dentro de su arquidiócesis. Predicó en su catedral en los días festivos y tomó un interés especial por la formación en el seminario y por el examen de los candidatos al sacerdocio antes de su ordenación.

## Biografía

### Orígenes y juventud
Fénelon nace el 6 de agosto de 1651 en el Castillo de Fénelon en Sainte-Mondane, en el seno de una familia noble y aristocrática de Périgord, Aquitania. Fue el segundo de tres hijos de Pons de Salignac, conde de La Mothe-Fénelon, con su segunda esposa Luisa de la Cropte. Los ascendientes de Fénelon habían participado en la política del reino, y miembros de su familia durante generaciones habían sido obispos de Sarlat. 
Fénelon estudió sus primeras letras en el Castillo de Fénelon con un tutor privado, que le proporcionó sólidos conocimientos de griego antiguo y de los clásicos. En 1663, a la edad de 12 años, es enviado a la Universidad de Cahors, donde estudia retórica y filosofía. Cuando manifiesta su intención de tomar la carrera eclesiástica, su tío el marqués Antoine de Fénelon (un amigo de Jean-Jacques Olier y de Vicente de Paúl) lo envía a estudiar al Colegio de Plessis, donde los estudiantes de teología reciben la misma enseñanza que los de la Sorbona. Ahí conoce a Antoine de Noailles, quien más tarde sería cardenal y arzobispo de París. Fénelon demuestra talento en el Colegio de Plessis, dando su primer discurso público a la edad de quince años. Se graduó exitosamente.
A partir de 1672, a la edad de veintiún años, estudia en el Seminario de Saint-Sulpice, regentado por los jesuitas. Por sus bellos discursos, Fénelon es designado en 1678 por el arzobispo de París, director del Instituto de los Nuevos Católicos (Institut des Nouvelles Catholiques), un internado parisiense dedicado a la reeducación de hijos de familias protestantes cuyos padres se hubiesen convertido al catolicismo.

### Ascenso en su carrera
A petición de un noble, se anima en 1681 a consignar las experiencias de sus funciones pedagógicas en el Tratado de la educación de las hijas (que no estuvo disponible al público hasta 1687). A fines de 1685, tras la revocación del Edicto de Nantes de 1598, por recomendación de Jacques-Bénigne Bossuet, Luis XIV le confía la dirección de una misión en Poitiers: sería el primero de varios viajes de misión por las regiones protestantes del Oeste de Francia. En inicio, sin éxito alguno. La corona, por otros medios, trató de someter a los protestantes por la fuerza, pero Fénelon rechazó esa ayuda, y su elocuencia operó un gran número de conversiones.
En 1685, publica su primer escrito teológico, Tratado de la existencia de Dios y refutación del sistema de Malebranche sobre la naturaleza y la Gracia, dirigido contra los jansenistas; ese mismo año hace un aporte a la retórica con su Diálogo sobre la elocuencia.
Por entonces, se acerca al círculo social de Bossuet, y su palabra gana influencia en el episcopado francés. En 1688 es presentado ante Madame de Maintenon, mujer de Luis XIV después de la muerte de la reina. Así, cae en gracia con Madame Guyon, mujer mística y piadosa, que lo impresiona profundamente cuando se empiezan a tratar durante 1688-1689. A través de ella, Fénelon conoce el quietismo, movimiento religioso al que se irá acercando poco a poco impulsado principalmente por el deseo de evadirse de una realidad política del reino que se le hacía cada vez más insoportable. 
En 1689, gracias a una propuesta de Madame de Maintenon, a quien hasta entonces había servido como consejero espiritual, Fénelon fue designado preceptor del Duque de Borgoña, nieto del rey, que en ese entonces tenía siete años. Fénelon le enseña al pequeño duque en gran manera todas las verdades de un buen cristiano y de un príncipe, e inspira en su corazón un afecto por su preceptor que durará por siempre.
Así, obtiene una posición influyente en la corte real, que de seguro fue decisiva para su admisión en 1693 en la Academia Francesa. Cuando termina la educación de su nieto, en 1695, el rey Luis XIV consigue para Fénelon el puesto de arzobispo de Cambrai.

## Crítica al rey
Como se ha señalado, siendo Fénelon preceptor del nieto de Luis XIV, escribió en 1694 una carta al rey. Esta se hizo célebre para las generaciones posteriores, puesto que en ella muestra su contrariedad ante las obras de la corona y censura la dirección que estaba tomando el reino francés. También muestra a un Fénelon visionario, que en solitario daba la voz de alarma contra un estado de cosas, que la nobleza pretendía perpetuar y que sería uno de los motivos del futuro estallido de la Revolución francesa. En esta carta, François Fénelon escribe, citando lo más notable, lo siguiente: el Rey «ha introducido en la corte un lujo monstruoso e incurable», «ha empobrecido a toda Francia»; lo acusa también de «haber llevado a cabo guerras que sólo tenían por razón un motivo de gloria y de venganza».
Esta parte de la carta es probablemente la más impactante y conmovedora:

[…] On a rendu votre nom odieux, et toute la nation française insupportable à tous nos voisins.
[…] Cependant vos peuples, que vous devriez aimer comme vos enfants, et qui ont été jusqu'ici si passionnés pour vous, meurent de faim. La culture des terres est presque abandonnée; les villes et la campagne se dépeuplent; tous les métiers languissent et ne nourrissent plus les ouvriers. Tout commerce est anéanti. Par conséquent vous avez détruit la moitié des forces réelles du dedans de votre Etat, pour faire et pour défendre de vaines conquêtes au dehors. Au lieu de tirer de l'argent de ce pauvre peuple, il faudrait lui faire l'aumône et le nourrir. La France entière n'est plus qu'un grand hôpital désolé et sans provision.
[…] La sédition s'allume peu à peu de toutes parts. Ils croient que vous n'avez aucune pitié de leurs maux, que vous n'aimez que votre autorité et votre gloire.
[…] Cette gloire, qui endurcit votre cœur, vous est plus chère que la justice, que votre propre repos, que la conservation de vos peuples, qui périssent tous les jours de maladies causées par la famine, enfin que votre salut éternel incompatible avec cette idole de gloire.
[…] Vous n'aimez que votre gloire et votre commodité. Vous rapportez tout à vous, comme si vous étiez le Dieu de la terre, et que tout le reste n'eût été créé que pour vous être sacrifié. C'est, au contraire, vous que Dieu n'a mis au monde que pour votre peuple. Mais, hélas! vous ne comprenez point ces vérités; comment les goûteriez-vous? Vous ne connaissez point Dieu, vous ne l'aimez point, vous ne le priez point du cœur, et vous ne faites rien pour le connaître.
[…] Vuestro nombre se ha hecho odioso, y toda la nación francesa, insoportable para todos nuestros vecinos.
[…] Mientras, vuestros pueblos, que deberíais amar como vuestros hijos, y quienes han sido hasta ahora tan apasionados por vos, mueren de hambre. El cultivo de las tierras está casi abandonado; las ciudades y el campo se despueblan; todos los oficios languidecen y ya no alimentan a los obreros. Todo comercio está aniquilado. Por consecuencia, habéis destruido la mitad de las fuerzas reales desde dentro de vuestro Estado, para hacer y para defender vanas conquistas afuera. En lugar de extraer el dinero de este pobre pueblo, se le debería dar limosna y alimentarlo. Francia entera no es más que un gran hospital desolado y desprovisto.
[…] La sedición se enciende poco a poco en todas partes. Creen que ya no tenéis ninguna piedad por sus males, que sólo amáis vuestra autoridad y vuestra gloria.
[…] Esta gloria, que endurece vuestro corazón, os es más querida que la justicia, que vuestro propio reposo, que la conservación de vuestros pueblos, que perecen todos los días de enfermedades causadas por el hambre; en fin, que vuestra salvación eterna, incompatible con ese ídolo de gloria.
[…] Sólo amáis vuestra gloria y vuestra comodidad. Todo lo referís a vos, como si fuerais el Dios de la tierra, y todo lo demás solo hubiera sido creado para seros sacrificado. Sois, al contrario, vos a quien Dios solo ha puesto en el mundo para vuestro pueblo. Pero ¡ay!, vos no comprendéis estas verdades; ¿como las probaríais? No conocéis a Dios, no lo amáis, no le rezáis de corazón, y no hacéis nada por conocerlo.

François de Salignac de la Mothe Fénelon, Carta a Luis XIV.

## Obra
- Fábulas y opúsculos diversos. Compuestos en francés para la educación del duque de Borgoña. (Edit. 1932 por Espasa Calpe SA, versión castellana por F. Sureda Blanes). Colección de fábulas mitológicas, aventuras, historias y relaciones maravillosas, relaciones de viajes, y fábulas zoológicas.
- El anhelo del corazón. Cartas privadas escritas en calidad de consejero y director espiritual. Editorial Marronyazul, España 2018.
- Las Aventuras de Telémaco.